# Fritillaria alfredae
Fritillaria alfredae är en liljeväxtart som beskrevs av George Edward Post. Fritillaria alfredae ingår i Klockliljesläktet och i familjen liljeväxter.

## Underarter
Arten delas in i följande underarter:
- F. a. alfredae
- F. a. glaucoviridis
- F. a. platyptera